# Nalini Malani
Nalini Malani (n. 1946 în Karachi, astăzi Pakistan) este o artistă indiană contemporană, care locuiește și activează în Mumbai. La începutul carierei sale, făcea doar pictură și desen. Începând cu anii 1990, explorează și alte forme de media, precum video art, film și animație proiectată. Lucrările ei se caracterizează prin extinderea lucrărilor în afara cadrului, prin desene pe perete, joc de umbre, instalații, lucrări de proiecție și teatru.
Ea consideră că artistul este un activist social. Astfel, lucrările sale conțin adesea un mesaj politic, legat de migrația forțată, conflicte, relațiile internaționale, rolurile sexelor, globalizarea și consumul exagerat. Ea încearcă să reprezinte în lucrările sale acei oameni care sunt marginalizați de istorie, cu accent pe aspectele umane și universale ale relației dintre exploatator și exploatat.
O sursă importantă de inspirație și referință pentru Nalini Malani este literatura. Operele artistei au fost expuse în mai multe muzee internaționale, inclusiv Muzeul Stedelijk și Muzeul de Artă Modernă MoMA.

## Copilărie și educație
Născută la Karachi (în Pakistanul de azi) în 1946, familia Malani s-a refugiat în India în timpul împărțirii Indiei. Ei s-au mutat la Calcutta cu puțin timp înainte de finalizarea procesului de împărțire a Indiei și s-au stabilit la Bombay în 1958. Experiența prin care a trecut familia lui Nalini i-a influențat profund lucrările de artă.
Malani a studiat artele plastice în Bombay și a obținut o diplomă în arte plastice la Școala de artă „Sir Jamsetjee Jeejebhoy” în 1969. În această perioadă, deținea un studio la Institutul Memorial Bhulabhai din Bombay, unde lucrau împreună și separat diferiți artiști, muzicieni, dansatori și oameni de teatru. Aici a avut ocazia să întâlnească și să colaboreze cu artiști din domenii apropiate artelor plastice, precum teatrul. Ea a primit o bursă de la guvernul francez pentru a studia artele plastice la Paris în perioada 1970-72. A fost, de asemenea, beneficiară a programului Art Fellowship sub egida conducerii Indiei în perioada 1984-89.

## Carieră
După terminarea studiilor, a petrecut câțiva ani fotografiind și filmând. Temele pe care le-a explorat în această perioadă includ turbulențele politice și sociale ale vremii în India. Pe atunci, populația indiană consuma mai ușor mesajele transmise prin imagine decât cele transmise prin cuvinte. La începutul carierei sale artistice, Malani s-a concentrat preponderent pe tablouri – acrilic pe pânză și acuarelă pe hârtie –, executând reprezentări autentice din punct de vedere social ale Indiei contemporane. A continuat prin a explora tehnici precum metoda de pictare inversă pe sticlă (deprinsă la sfârșitul anilor 1980 de la Bhupen Khakhar), pe care a folosit-o de mai multe ori în lucrările ulterioare.
Malani era dezamăgită de lipsa de recunoaștere a artiștilor-femei în India și a decis să organizeze un spectacol de grup pentru a promova sentimentul solidarității. În 1985, ea a organizat prima expoziție de artiști-femei din India, la Delhi. Ca urmare, au urmat o serie de alte expoziții în diferite orașe, organizate în spații publice ca o încercare de a blama atitudinea elitistă din galeriile de artă.
Violențele rasiale care au marcat India la începutul anilor 1990 după demolarea moscheii Babri Masjid au provocat o schimbare bruscă în opera lui Malani. Conflictul religios i-a amintit de perioada în care era nevoită să-și părăsească locuința și să se refugieze împreună cu familia sa, pe când era copil. Fiind puternic afectată de starea de lucruri din țară, ea a început să iasă din cadru în lucrările sale, să le extindă în spațiu. Experiența pe care o avea în arta spectacolului și interesul său avid pentru literatură au adus în opera sa noi dimensiuni. Ea este adesea considerată printre primii artiști care au trecut de la pictura tradițională la lucrări executate în medii noi. Multimedia a servit drept platforma perfectă pentru structurarea în multiple straturi a relatărilor sale artistice despre conflicte, probleme de gen și feminism. Cariera ei, care se întinde pe mai bine de jumătate de secol, demonstrează o mișcare treptată către noile medii de creație și o predilecție pentru colaborarea internațională.
În 2013, a devenit prima femeie din Asia care a primit Premiul Fukuoka pentru artă și cultură, fiindu-i recunoscută „concentrarea constantă pe teme contemporane și universale atât de îndrăznețe precum conflictul religios, războiul, opresiunea femeilor și distrugerea mediului”. Malani este reprezentată la Galerie Lelong în Paris și New York. De asemenea, este rezidentă a mai multor centre de artiști din India, Singapore, SUA, Japonia și Italia.

## Operă
Ca artist, intenția lui Malani este de a provoca un dialog depășind cutumele și firele narative convenționale. Pentru lucrările bidimensionale, folosește atât ulei, cât și acuarele. Stilul violent de pensulație evocă vise și fantezii. Prin apelarea la mediul video și la instalații, Malani a început să execute lucrări în care spațiul real se combină cu cel virtual, nemaifiind nevoie de a lucra doar cu obiecte. Lucrările sale video invocă adesea divizarea, sexul și cyborgii.
Malani își promovează identitatea ca femeie și ca cetățean al Indiei, iar opera sa poate fi înțeleasă ca o confrunte a ei în acest rol cu restul lumii. Face adeseori referire la mitologia greacă și cea hindusă și apelează la tipul „femeilor distruse” precum Medea, Cassandra și Sita.
Opera sa polivalentă poate fi clasificată pe scară largă în două mari categorii: experimentele în mediul vizual, precum Utopia (1969-1976), Mother India (2005), In Search Of Vanished Blood (2012), și lucrările in situ, cum ar fi City of Desires (1992), Medea as Mutant (1993/2014), The Tables have turned (2008). Deși abordează subiecte de violență și conflict, intenția ei principală este inducerea publicului spectator într-un catharsis colectiv.

### Lucrări (selecție)

#### City of Desires(1992)
Instalația sa din 1992, intitulată City of Desires (din engleză Orașul dorințelor), a fost prezentată la Galeria Chemould din Mumbai. Este considerată una din primele lucrări de acest gen, artista desenând direct pe pereți. Lucrarea este adaptată locului de expoziție. Este o critică împotriva fundamentalismului hindus care avea o popularitate crescândă în acea perioadă.

#### Remembering Toba Tek Singh(1998)
Instalația video Remembering Toba Tek Singh (din engleză Amintindu-ne de Toba Tek Singh) este una complexă, multi-strat, cu componente vizuale, audio și interactive, care reexaminează istoria Indiei și a Pakistanului în timpul Împărțirii Indiei. Lucrarea se bazează pe nuvela Toba Tek Singh de Saadat Hasan Manto și include imagini de arhivă ale „Little Boy” și „Fat Man”, cele două bombe nucleare care au distrus Hiroshima și Nagasaki, în încercarea de a etala violența distructivă care a însoțit procesul Împărțirii Indiei.

#### Hamletmachine(2000)
În această instalație video (bazată pe o piesă de teatru de Müller), artistul compară India cu Hamlet, care „niciodată nu știe încotro să meargă, cum să ia decizii și prin urmare ia decizii greșite”. Piesa video constă din patru proiecții – trei pe pereți și a patra pe o grămadă de sare pe podea, ca referință la Marșul sării al lui Gandhi din 1930. Seria de proiecții a fost o critică asupra naționalismului hindus.

#### Unity in Diversity(2003)
Piesa video din 2003, Unity in Diversity (din engleză Unitate în diversitate), se bazează pe pictura Galaxia muzicienilor de Raja Ravi Varma, evidențiind „unitatea etnică” prin muzica haotică interpretată de unsprezece muzicieni din diferite părți ale Indiei. Malani critică această versiune idealizată a unității prin încorporarea în piesă a unor scene violente.

#### Mother India(2005)
Instalația video Mother India (din engleză Mama India) a fost inspirată de un eseu al sociologului Veena Das intitulat "Language and Body: Transactions in the Construction of Pain" („Limbajul și corpul: tranzacții în construcția durerii”). Este o proiecție sincronizată pe cinci ecrane, care combină înregistrări de arhivă cu imagini poetice pentru a spune povestea modului în care naționalismul indian a fost construit folosind corpurile femeilor ca metafore ale națiunii. Lucrarea descrie femeile ca fiind „mutante, lipsite de gen și batjocorite dincolo de imaginație”. Evenimentele la care se referă lucrarea sunt Împărțirea Indiei și violențele din Gujarat din 2002, acestea fiind perioade în care abuzul asupra femeilor atingea cote foarte mari.

#### In Search of Vanished Blood(2012)
Această instalație, produsă pentru prima dată la cea de-a 13-a ediție a expoziției documenta, constă din cinci cilindri de plastic mari rotitori (care evocă metaforic roțile de rugăciune din tradiția budistă), cu picturi de soldați, animale, zei și arme. Jocul de umbră cauzat de această rotație spune povestea vărsării de sânge lipsite de sens, în special de la împărțirea Indiei încoace, evidențiind situația comunităților ale căror vieți sunt drastic afectate de deciziile de dezvoltare luate de guvern.

### Expoziții personale (selecție)
O selecție de expoziții personale este prezentată mai jos:
- ˆNalini Malani: 1969 (2018), Galeria Arario, Shanghai, China
- The Rebellion of the Dead: Retrospective 1968-2018 Part II (2018), Centrul Georges Pompidou, Paris, Franța
- The Rebellion of the Dead: Retrospective 1968-2018 Part I (2017), Centrul Georges Pompidou, Paris, Franța
- Transgression (2017), Muzeul Stedelikj, Amsterdam, Olanda
- Nalini Malani: In Search of Vanished Blood (2016), Institutul de artă contemporană, Boston, Massachusetts
- Nalini Malani: Stories untold (2015), Institutul de Artă Contemporană Oceanul Indian, Port-Louis, Mauritius
- Muzeul Engadiner (2014), St. Moritz, Elveția
- LIGHTS OUT (2014), comandată de Edinburgh Art Festival și de comisiile de artă centenare 14-18 Now WW1, Scottish National Gallery, Edinburgh, Marea Britanie
- You can't keep Acid in a Paper Bag (2014), Kiran Nadar Museum of Art, New Delhi, India
- Dr Bhau Daji Lad Museum (2013), Mumbai, India
- Muzeul de artă asiatică Fukuoka (2013), Fukuoka, Japonia
- Beyond Print - Memory, Transference, Montage (2013), Le Centre de la Gravé et de l’image imprimée, La Louvière, Belgia
- Nalini Malani: In Search of Vanished Blood (2013), Galerie Lelong, New York
- Mother India: Videoplays by Nalini Malani (2012), Galeria de Artă din New South Wales, Sydney, Australia
- Spliting the Other (2010), Musée Cantonal des Beaux-Arts, Lausanne, Elveția; Galeria Chemould Prescott Road, Mumbai, India; Galeria Chatterjee & Lal, Mumbai, India
- Nalini Malani (2009), Galeria de Artă Govett-Brewster, New Plymouth, Noua Zeelandă
- Cassandra (2009), Galerie Lelong, Paris, Franța
- Listening to the Shades (2008), Galeria Arario, New York
- Nalini Malani (2007), Walsh Gallery, Chicago, Illinois
- Nalini Malani (2007), Muzeul de artă modernă din Irlanda, Dublin
- Living in Alicetime (2006), Galeria Sakshi, Mumbai, India; Rabindra Bhavan, New Delhi, India
- Exposing the Source: The Painting of Nalini Malani (2005), Muzeul Peabody Essex, Salem, Massachusetts
- Stories Retold (2004), Bose Pacia, New York
- Hamletmachine (2002), New Museum of Contemporary Art, New York
- Nalini Malani (2002), Appejay Media Gallery, New Delhi, India
- Stories Retold (2002), Galeria Sakshi, Mumbai, India
- The Sacred & The Profane (2000), Galeria Sakchi, Mumbai, India
- Amintind Toba Tek Singh (1999), Mumbai, India
- The Job (1997), Max Mueller Bhaven, Mumbai, India
- Medea (1996), Max Mueller Bhaven, Mumbai, India

### Expoziții de grup (selecție)
- Bienala Sharjah 14 (2019), Sharjah, Emiratele Arabe Unite
- A Fiction Close to Reality (2019), Muzeul de artă modernă din Irlanda, Dublin
- Rothco at Lapedusa, INHCR (2019), Palazzo Querini, Veneția, Italia
- Homeless Souls (2019), Muzeul de artă modernă Louisiana, Humblebaek, Danemarca
- The Collection (2018), Muzeul Stedelijk, Amsterdam, Olanda
- Fearless: Contemporary Asian South Art (2018), Galeria de artă din South South Wales, Sydney, Australia
- Delirium/Equilibrium (2018), Muzeul de Artă Kiran Nadar, New Delhi, India
- Hand Drawn Action Packed (2018), St. Albans Museum + Gallery, St. Albans, Anglia
- Wolverhampton Art Gallery, Wolverhamptons, Anglia; The Huntarian Art Gallery, Glasgow, Scoția; Glynn Vivian Art Gallery, Swansea, Țara Galilor
- Awakenings: Art and Society in Asia 1960s-1980s (2018); Muzeul de Artă Modernă, Tokyo, Japonia; MMCA Seul, Coreea; National Gallery Singapore
- Progress: Art in the Age of Historical Ambivalence (2018), a XII-a Bienală din Shanghai, Power Station of Art, Shanghai, China
- Journeys with the Waste Land (2017), Turner Contemporary, Margate, Anglia
- Imaginary Asia (2017), Centrul de artă Nam June Paik, Youngin, Coreea de Sud
- Contemporary Stories: Revisiting Indian Narratives (2016), Muzeul de artă al Universității Princeton, Princeton, New Jersey
- Refugees (2016), Casula Powerhouse Arts Center, Sydney, Australia
- The Journey is the Destination (2016), Fundația de artă Jehangir Nicholson, Mumbai, India
- All Men Become Sisters (2015), Muzeum Szutuki Lodz, Lodz, Polonia
- Scenes for a New Heritage: Contemporary Art from the Collection, Museum of Modern Art, New York.

## Premii
- 2019: Premiul Joan Miró, Fundația Joan Miró
- 2016: Asia Arts Game Changer, Asia Society, Premiile Hong Kong
- 2014: St. Moritz Art Masters Lifetime Achievement Award, St. Moritz, Elveția[33]
- 2013: Premiul Fukuoka, categoria Arte și Cultură, pentru artă contemporană, Fukuoka, Japonia[34]
- 2005, Lucas Art Residencies, Montalvo, California[35]
- 2005: Premiul Leonardo Global Crossings 2005[36]
- 2003: Civitella Rainieri, Umbertide, Italia[37]
- 1999/2000 Muzeul de artă asiatică Fukuoka, Fukoka, Japonia[38]
- 1999: Lasalle-SIA, Singapore
- 1989: Bursa USIA la Centrul de lucru pentru arte plastice, Provincetown, Massachusetts
- 1988: Centrul de artă Kasauli, Kasauli, India
- 1984-89: Art Fellowship, conducerea Indiei.

## În literatură

### Monografii
- Mieke Bal, Sophie Duplaix, Johan Pijnappel, The Rebellion of Dead,  2017, ISBN: 978-3-7757-4290-0
- Mieke Bal, Doris von Drathen, In Media Res: Inside Nalini Malani's Shadow Plays,  2016, ISBN: 978-3-7757-4146-0
- Splitting the other, Hatje Cantz, 2010, ISBN: 978-3-77572-580-4
- Jean Frémon, Doris von Drathen, Cassandra, Ed. Galerie Lelong, Paris, 2009, ISBN: 978-2-86882-088-4
- Amita Desai, Kamala Kapoor, Medeaprojekt, 1997, ISBN: 978-8-1900-5112-5[39]